# Jan Willinge (1766-1806)

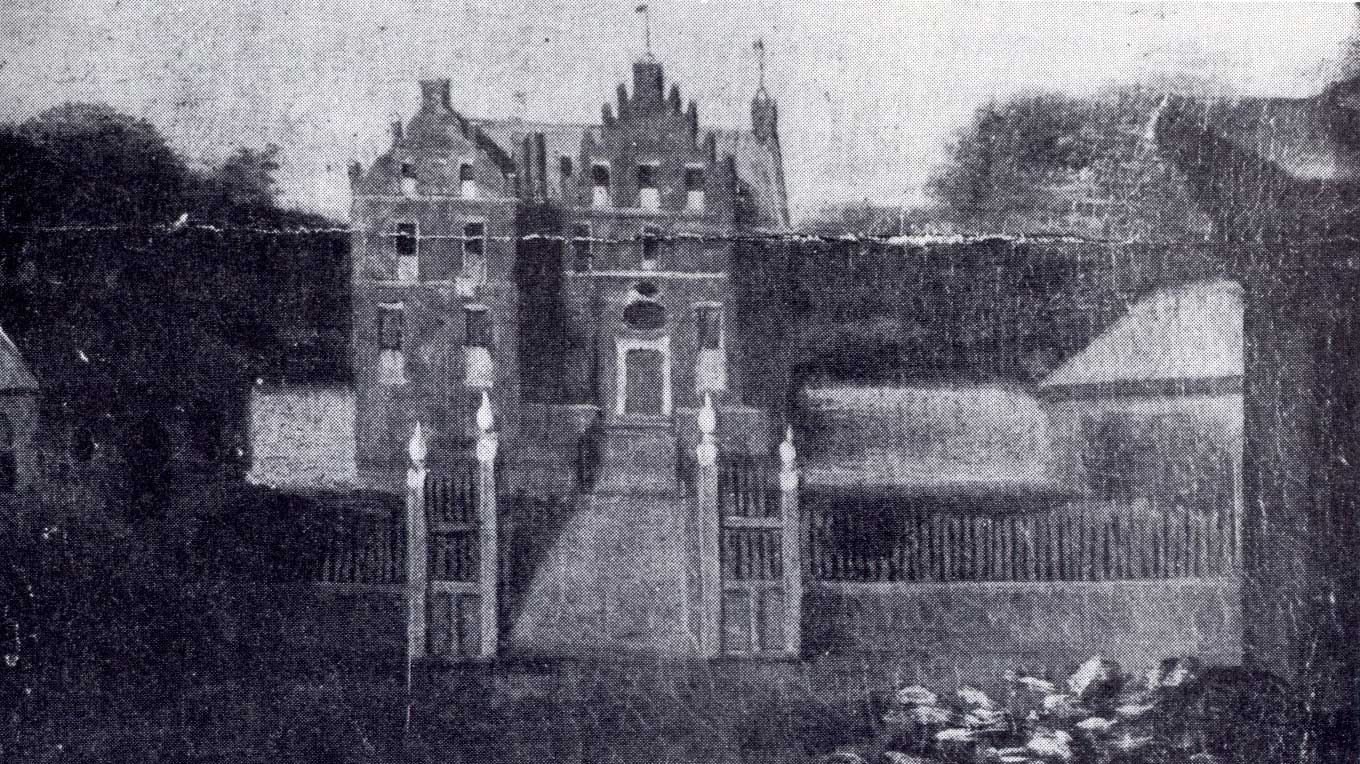
Huis te Peize - van 1804 tot 1806 de woning van de schulte van Peize Jan Willinge

Jan Willinge (Peize, 8 april 1766 - aldaar, 23 februari 1806) was een Nederlandse bestuurder in Drenthe.
Willinge was een zoon van de schulte van Peize Jan Willinge en Hemmina Johanna Rijpma. Na het overlijden van zijn vader in 1794 volgde Willinge hem in 1795 op als schulte van Peize. Willinge trouwde op 13 oktober 1799 te Peize met de in Haren geboren Roelfien Vorenkamp, dochter van Roelf Vorenkamp.
Willinge kocht in 1803 de voormalige havezate het Huis te Peize voor ƒ 6.436. Het huis werd daadwerkelijk in mei 1804 aan hem overgedragen. Lang heeft deze woning niet als schultehuis gefungeerd, want Willinge overleed nog geen twee jaar later in februari 1806. Zijn weduwe hertrouwde met de timmerman Geert Kemkers, die het huis liet afbreken en van het materiaal een nieuwe woning bouwde.